# 預合
預合（あずけあい）とは、株式会社の設立に際して、発起人その他の設立時発行株式の引受人が払込取扱機関と通謀して、払込金を借り入れてそれを払い込み、かつ、その借入金が返済されるまでは会社が払込金の返還を求めない旨約する行為をいう。現実には現金の移動がなく、払込取扱機関において帳簿上の操作がなされるに過ぎないことが多い。仮装の払込みの形態のひとつ。

## 概要
株式会社の設立には、払込金は銀行等に払い込まなければならない（会社法34条、63条）が、預合が行われると、払込金を会社が利用できず、払い込みの外観は存在しても実質的には会社財産の形成に役立たない。
従来は預合による払込みは無効と解するのが一般的であったが、会社法下では有効であるとの解釈も有力である。なお、募集設立の場合は払込取扱機関が払込金の保管に関し証明（払込金保管証明）をしたときは、その証明した払込金額について返還に関する制限を会社に対抗できない（64条）。結局、払込取扱機関は、発起人・取締役等が借入金を返済していなくとも、払込金を会社に返還しなければならなくなる。
刑事上、預合を行った者とそれに応じた者は、5年以下の懲役又は500万円以下の罰金に処せられる（965条）。